# Museo e Fondazione Primo Conti

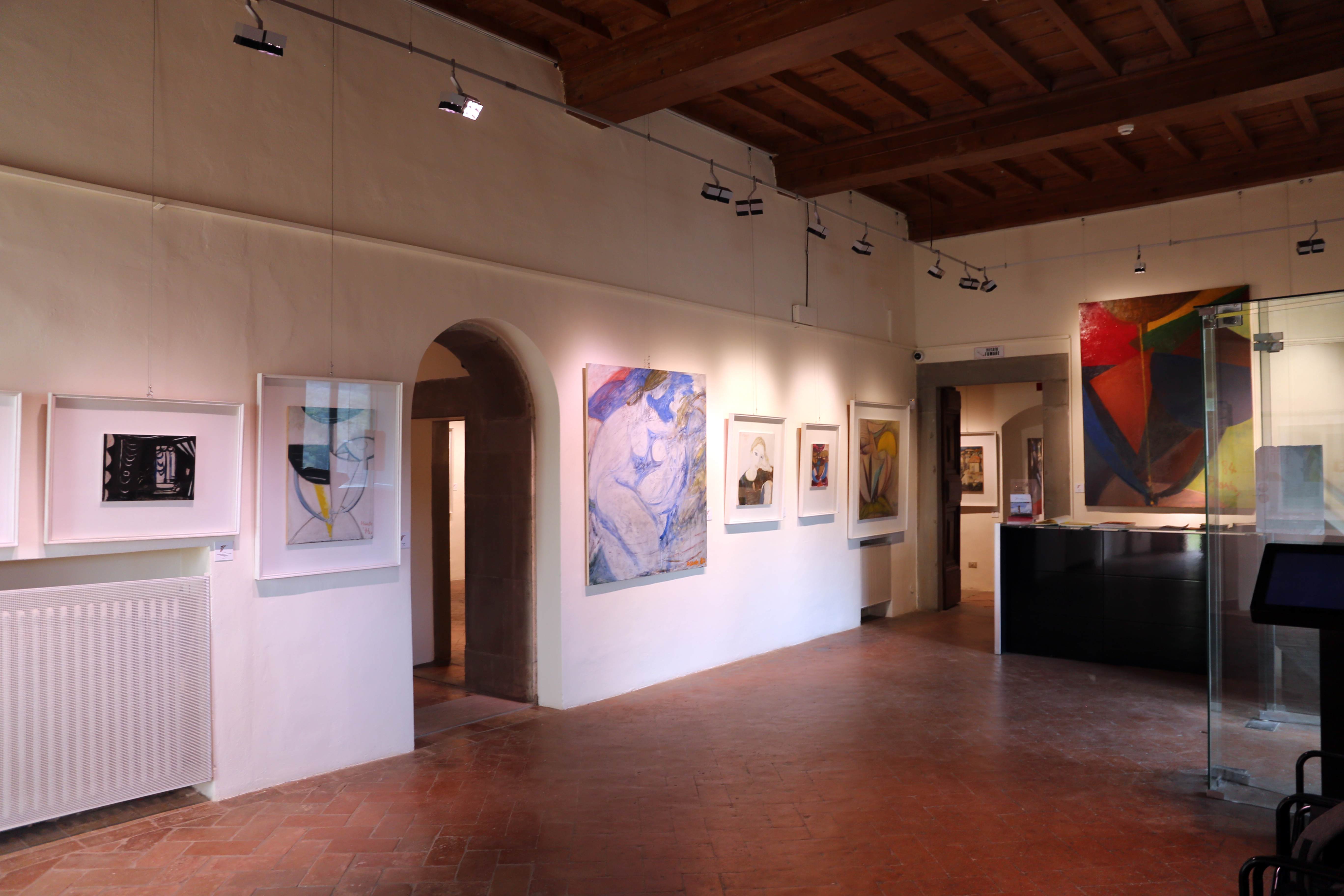
Interno

Il Museo e la Fondazione Primo Conti Onlus sono un'istituzione culturale di Fiesole, situati in via delle Coste.

## Storia e descrizione
Primo Conti acquistò la quattrocentesca "villa Le Coste" nel 1945, soggiornandovi fino alla sua morte. Sia lui che la moglie sono sepolti nella cappella gentilizia annessa alla villa, dedicata a santa Rosalia (con pitture sulle storie della santa di Rinaldo Botti). 
Già nel 1980 l'artista ottantenne si premurò di creare una fondazione che potesse gestire, negli anni a venire, la villa, le sue opere pittoriche e i numerosi documenti da lui raccolti nel corso della sua vita, inerenti alla vita artistica toscana e italiana con particolare riguardo al periodo delle avanguardie storiche, di cui Primo Conti fu uno dei protagonisti in Italia. 
A questo progetto l'artista pensava già nel 1970, quando in una lettera all'amico Aldo Palazzeschi scriveva: «Si tratterebbe, da parte mia, di istituire in questa mia bella casa fiesolana e nel terreno che la circonda una “Fondazione” dedicata alle avanguardie storiche che si svilupparono a Firenze nei primi vent’anni del secolo (dal Leonardo a Lacerba ecc.) con un archivio che dovrebbe accogliere e mettere a disposizione degli studiosi un vasto materiale documentario (libri, riviste, manifesti, fotografie e, soprattutto, corrispondenza epistolare fra i maggiori protagonisti dei movimenti novatori di ogni parte del mondo e i nostri scrittori, pittori, musicisti d’avanguardia).»
Oggi la villa ospita quindi un cospicuo archivio e biblioteca al primo piano della villa, mentre al piano terra è stato allestito in sei sale un museo che ripercorre tutta la carriera pittorica dell'artista, dagli esordi di enfant prodige ispirati all'esempio di Cézanne e dei Fauves, al periodo futurista (dal 1917), a quello figurativo degli anni Quaranta, fino alla svolta informale degli ultimi anni.